# کارلوس خارا ساگیر
کارلوس خارا ساگیر (اسپانیایی: Carlos Jara Saguier‎؛ زادهٔ ۲۵ اوت ۱۹۵۶) بازیکن سابق و مربی فوتبال اهل پاراگوئه است.
از باشگاه‌هایی که در آن بازی کرده‌است می‌توان به باشگاه فوتبال لیبرتاد و باشگاه فوتبال کروز آزول اشاره کرد.
وی همچنین در تیم ملی فوتبال پاراگوئه بازی کرده‌است.